# Lhok Pu'Uk
Lhok Pu'Uk is een bestuurslaag in het regentschap Pidie Jaya van de provincie Atjeh, Indonesië. Lhok Pu'Uk telt 482 inwoners (volkstelling 2010).